# フランクフルト・アム・マインの人物
本項は、フランクフルト・アム・マイン出身の主な人物およびゆかりの人物の一覧である。

## 出身者

### 18世紀以前
| - シャルル2世（823年 - 877年）西フランク王、イタリア王、フランク・ローマ皇帝 - ヴィルヘルム1世（1330年 - 1389年）下バイエルン公 - フィリップ・ウッフェンバッハ（1566年 - 1636年）画家、デザイナー、版画家 - アダム・エルスハイマー（1578年 - 1610年）画家 - ヘンドリック・ファン・ステーンヴィック（1580年頃 - 1649年）画家 - ヨアヒム・フォン・ザンドラルト（1606年 - 1688年）画家、版画家、翻訳家 - ヨハン・リンゲルバッハ（1622年 - 1674年）画家 - フィリップ・ヴィルヘルム・フォン・ホルニック（1640年 - 1714年）経済学者 - アブラハム・ミグノン（1640年 - 1679年）画家 - マリア・ジビーラ・メーリアン（1647年 - 1717年）画家、自然科学者 - フィリップ・ペーター・ロース（1651年 - 1705年）画家 - ローレンツ・ハイスター（1683年 - 1758年）植物学者、解剖学者 - マリー＝アウグステ・フォン・トゥルン・ウント・タクシス（1706年 - 1756年）ヴュルテンベルク公カール・アレクサンダーの妃 - ズーザンネ・フォン・クレッテンベルク（1723年 - 1774年）修道女、宗教作家 - ルートヴィヒ・オイゲン（1731年 - 1795年）ヴュルテンベルク公 - ヨハン・ゾファニー（1733年 - 1810年）画家 - ナータン・アドラー（1741年 - 1800年）カバラ学者、ラビ - マイアー・アムシェル・ロートシルト（1744年 - 1812年）銀行家、ロスチャイルド家の祖 - ズザンナ・マルガレータ・ブラント（1746年 - 1772年）「ファウスト」のヒロイン マルガレーテのモデルとされる女性 - ヨハン・ヴォルフガング・フォン・ゲーテ（1749年 - 1832年）詩人、作家 - シャルロッテ・フォン・ザクセン＝マイニンゲン（1751年 - 1827年）ザクセン＝ゴータ＝アルテンブルク公 | - フリードリヒ・マクシミリアン・クリンガー（1752年 - 1835年）作家、詩人 - カール（1754年 - 1782年）ザクセン＝マイニンゲン公 - ゲオルク1世（1761年 - 1803年）ザクセン＝マイニンゲン公 - モーゼス・ゾーファー（1762年 - 1839年）ラビ - マリア・マルガレーテ・ダンツィ（1768年 - 1800年）ソプラノ歌手、作曲家 - アムシェル・マイアー・フォン・ロートシルト（1773年 - 1855年）銀行家、ロスチャイルド家の一員 - ザーロモン・マイアー・フォン・ロートシルト（1774年 - 1855年）銀行家、ロスチャイルド家の一員 - ナターン・マイヤー・ロートシルト（1777年 - 1836年）銀行家、ロスチャイルド家の一員 - フリードリヒ・カール・フォン・サヴィニー（1779年 - 1861年）法学者、プロイセン王国の枢密顧問 - ベッティーナ・フォン・アルニム（1785年 - 1859年）作家 - ルートヴィヒ・ベルネ（1786年 - 1837年）ジャーナリスト、文芸・演劇評論家 - ヨハン・ダーフィト・パッサヴァント（1787年 - 1861年）芸術史家 - フランツ・プフォル（1788年 - 1812年）ドイツ・ロマン主義の画家 - カール・マイアー・フォン・ロートシルト（1788年 - 1855年）銀行家、ロスチャイルド家の一員 - ヤーコプ・アルト（1789年 - 1872年）画家、デザイナー、リトグラフ作家 - ヤーコプ・マイヤー・ロートシルト（1792年 - 1868年）銀行家、ロスチャイルド家の一員 - エドゥアルト・リュッペル（1794年 - 1884年）自然科学者、アフリカ学者 - ヨハン・フリードリヒ・ベーマー（1795年 - 1863年）歴史家 - ハインリヒ・クリスティアン・マックロート（1799年 - 1832年）博物学者、動物学者 - フリードリヒ・ヴェーラー（1800年 - 1882年）化学者 |

### 19世紀
| - ヨーゼフ・アシュバッハ（1801年 - 1882年）歴史家 - フェルディナント・リントハイマー（1801年 - 1879年）植物学者、ジャーナリスト、新聞出版者 - ヘルマン・フォン・マイヤー（1801年 - 1869年）古生物学者 - カール・フリードリヒ・ヘルマン（1804年 - 1855年）古代研究家 - マリー・ダグー（1805年 - 1876年）作家、ジャーナリスト - モーリッツ・アブラハム・シュテルン（1807年 - 1894年）数学者 - ゲオルク・フレゼニウス（1808年 - 1866年）医師、植物学者 - エルンスト・フォン・ロイチュ（1808年 - 1887年）文献学者 - ヨハン・ベネディクト・リスティング（1808年 - 1882年）数学者 - ゲオルク・エンゲルマン（1809年 - 1884年）植物学者 - ハインリヒ・ホフマン（1809年 - 1894年）精神科医、詩人、児童文学作家 - ゲオルク・ファレントラップ（1809年 - 1886年）医師 - アーブラハム・ガイガー（1810年 - 1874年）ラビ、改革派指導者 - ヨハン・ゲオルク・フォン・ハーン（1811年 - 1869年）外交官、アルバニア学者 - フェルディナント・ヒラー（1811年 - 1885年）作曲家、指揮者、音楽教育家 - アンリ・ネスレ（1814年 - 1890年）企業家、ネスレの創業者 - カール・レーミギウス・フレゼニウス（1818年 - 1897年）化学者、枢密顧問官 - ヘルマン・ホフマン（1819年 - 1891年）植物学者 - ハインリヒ・ベルンハルト・オッペンハイム（1819年 - 1880年）自由主義運動家、自由貿易主義者、法律家、国際法学者、出版者、哲学者 - マイヤー・カール・フォン・ロートシルト（1820年 - 1886年）銀行家、政治家、ロスチャイルド家の一員 - マチルデ・マルケージ（1821年 - 1913年）ソプラノ歌手 - ハインリヒ・フライ（1822年 - 1890年）医師、解剖学者、動物学者 - ゲオルク・ハインリヒ・メテニウス（1823年 - 1866年）植物学者 - モーリッツ・シフ（1823年 － 1896年）物理学者 - カール・オットー・ヴェーバー（1827年 - 1867年）外科医、病理学者 - ヴィルヘルム・カール・フォン・ロートシルト（1828年 - 1901年）銀行家、ロスチャイルド家の一員 - アドルフ・シュライヤー（1828年 - 1899年）画家 - ラザルス・ガイガー（1829年 - 1870年）言語学者、哲学者 - アントン・ド・バリー（1831年 - 1888年）植物学者、微生物学者、植物病理学の祖 - ヨハン・バプチスト・フォン・シュヴァイツァー（1833年 - 1875年）社会民主主義の扇動家、劇作家 - エルンスト・ラーフェンシュタイン（1834年 - 1913年）地図制作者、人口統計学者 - フーゴ・シフ（1834年 - 1915年）化学者 - オットー・ショルデラー（1834年 - 1902年）画家 - ジョルジョ・ゾンマー（1834年 - 1914年）写真家 - アウグスト・ヴァイスマン（1834年 - 1914年）生物学者 - ヨーゼフ・マリア・フォン・ラードヴィッツ（1839年 - 1912年）外交官、枢密顧問官 - カール・ビンディング（1841年 - 1920年）法学教師 - カール・グレーベ（1841年 - 1927年）化学者 - アウグスト・フォン・デンホフ（1845年 - 1920年）プロイセンの貴族、政治家 - ヤーコプ・ハインリヒ・シフ（1847年 - 1920年） - オットー・ビュチュリ（1848年 - 1920年）動物学者 - ヴィルヘルム・クライツェナハ（1851年 - 1919年）文芸学者 - アーサー・シュスター（1851年 - 1934年）物理学者 - ヴィルヘルム・フォン・ビスマルク（1852年 - 1901年）政治家 - カール・チュン（1852年 - 1914年）動物学者、深海学者 | - カール・ズドホフ（1853年 - 1838年）医薬史家 - ヘルマン・デッサウ（1856年 - 1931年）古代史家、金石学者 - ジークフリート・オックス（1858年 - 1929年）合唱指揮者、作曲家 - ルートヴィヒ・フルダ（1862年 - 1939年）劇作家、翻訳家 - テオドール・ツィーエン（1862年 - 1950年）神経学者、精神病医、心理学者、哲学者 - フリッツ・クリムシュ（1870年 - 1960年）彫刻家 - パウル・エプシュタイン（1871年 - 1939年）数学者 - アルフレッド・ヘルツ（1872年 - 1942年）指揮者 - ベルンハルト・ゼクレス（1872年 - 1934年）作曲家、指揮者、ピアニスト、音楽教育者 - カール・シュヴァルツシルト（1873年 - 1916年）天文学者、天文物理学者 - オットー・レーヴィ（1873年 - 1961年）薬理学者、1936年ノーベル生理学・医学賞受賞者 - ゲルハルト・ヘッセンベルク（1874年 - 1925年）数学者 - オットー・ブルメンタール（1876年 - 1944年）数学者 - リヒャルト・ゴルトシュミット（1878年 - 1958年）生物学者、遺伝子学者 - アルトゥール・シェルビウス（1878年 - 1929年）発明家、企業家 - オットー・ハーン（1879年 - 1968年）化学者、物理学者、原子核分裂の発見者、1944年ノーベル化学賞受賞者 - モーリッツ・ガイガー（1880年 - 1937年）哲学者 - カール・フォン・ロクエス（1880年 - 1949年）軍人、ドイツ国防軍大将 - ヴィリー・デル（1881年 - 1955年）陸上競技選手、綱引き選手、1906年アテネオリンピック綱引き競技金メダリスト - ハンス・フィッシャー（1881年 - 1945年）化学者、1930年ノーベル化学賞受賞者 - ヘルマン・ツィルヒャー（1881年 - 1948年）作曲家、ピアニスト、指揮者、音楽教育者 - ヴァルター・ブラウンフェルス（1882年 - 1954年）作曲家、音楽教育者、ピアニスト - ヘルマン・アーベントロート（1883年 - 1956年）指揮者、音楽教育者 - エルンスト・マイ（1886年 - 1970年）建築家、都市プランナー - オスカー・クロイツァー（1887年 - 1968年）テニス選手 - ヴァルター・ルットマン（1887年 - 1941年）映画監督 - フリッツ・ベッカー（1888年 - 1963年）サッカー選手 - ヴィルヘルム・レンツ（1888年 - 1957年）物理学者 - ヘルマン・ビング（1889年 - 1947年）コメディアン - オットー・フランク（1889年 - 1980年）商人、『アンネの日記』の筆者アンネ・フランクの父 - ジークフリート・クラカウアー（1889年 - 1966年）ジャーナリスト、社会学者、映画評論家、歴史哲学者 - エルンスト・シュヴァルツ（1889年 - 1962年）動物学者 - フェリックス・シュラーク（1891年 - 1974年）デザイナー - エルヴィン・シュトラウス（1891年 - 1975年）神経学者、精神科医、心理学者、哲学者 - フリードリヒ・ヴェーバー（1892年 - 1955年）獣医学者 - ヴィルヘルム・ジュス（1895年 - 1958年）数学者 - エルンスト・ウーデット（1896年 - 1941年）戦闘機パイロット - ヴァルター・ペーターハンス（1897年 - 1960年）写真家 - フランツ・アルトハイム（1898年 - 1976年）古代史家、哲学者 - ハンス・ファイブッシュ（1898年 - 1998年）画家 - ウィリー・メッサーシュミット（1898年 - 1978年）航空機設計者、企業家 - イルゼ・ビング（1899年 - 1998年）写真家 - エーリヒ・フロム（1900年 - 1980年）社会心理学者、精神分析家、哲学者 - レオ・レーヴェンタール（1900年 - 1993年）文芸社会学者 |

### 20世紀

#### 1901年から1950年
| - エリーザベト・シュヴァルツハウプト（1901年 - 1986年）政治家 - ゲオルク・アウグスト・ツィン（1901年 - 1976年）法律家、政治家 - オットー・バイヤー（1902年 - 1982年）化学者 - マックス・ルドルフ（1902年 - 1995年）指揮者、音楽教育者、音楽学者 - テオドール・アドルノ（1903年 - 1969年）哲学者、社会学者、音楽理論家、作曲家 - カール・クミーレフスキ（1903年 - 1991年）親衛隊大尉 - ユリウス・アイゼネッカー（1903年 - 1981年）フェンシング選手、1936年ベルリンオリンピック銅メダリスト - カミラ・ホルン（1903年 - 1996年）女優 - カール・ヘッセンベルク（1904年 - 1959年）電子エンジニア、数学者 - フリッツ・ヴァイツェル（1904年 - 1940年）親衛隊大将 - ヴィルヘルム・ヴァイシェーデル（1905年 - 1975年）哲学者 - リヒャルト・エッティグハウゼン（1906年 - 1979年）芸術史家 - オット＝ハインリヒ・ケラー（1906年 - 1990年）数学者 - ヴィリバルト・クレス（1906年 - 1989年）サッカー選手、監督 - ヘルムート・ランズベルク（1906年 - 1985年）気象学者 - ルドルフ・グラムリヒ（1908年 - 1988年）サッカー選手 - クルト・ヘッセンベルク（1908年 - 1994年）作曲家 - オイゲン・ヴァイトマン（1908年 - 1939年）連続殺人者 - コンラート・モルゲン（1909年 - 1982年）法律家、親衛隊中佐 - エルンスト・フォム・ラート（1909年 - 1938年）外交官 - ハンス・バルテルス（1910年 - 1945年）海軍士官 - ブルーノ・ベーガー（1911年 - 2009年）人類学者、親衛隊大尉 - ティリー・フライシャー（1911年 - 2005年）陸上競技選手、1936年ベルリンオリンピック金メダリスト（やり投） - テオドール・シュナイダー（1911年 - 1988年）数学者 - ヘルマン・フローン（1912年 - 1997年）気象学者、気候学者 - カール・ドレーゼ（1913年 - 1996年）フィールドホッケー選手、1936年ベルリンオリンピック銀メダリスト - ベルンハルト・フランク（1913年 - 2011年）民俗学者、親衛隊中佐 - テオ・ヘルフリヒ（1913年 - 1978年）自動車レーサー - マンフレート・ケルシュ（1913年 - 1995年）陸上競技選手 - ヴェルナー・グロートマン（1915年 - 2003年）ハインリヒ・ヒムラーの主任副官 - カール・ヴァルト（1916年 - 2011年）サッカー審判員 - ヴォルフディートリヒ・シュヌレ（1920年 - 1989年）作家 - フレデリック・マイヤー（1921年 - 2006年）教育学者、哲学者 | - エルネスト・マンデル（1923年 - 1995年）経済学者、共産主義運動指導者 - サンソン・フランソワ（1924年 - 1970年）フランスのピアニスト - エルンスト・B・ハース（1924年 - 2003年）政治学者 - アルフレート・グロッサー（1925年 - ）時事評論家、社会学者、政治学者 - マルゴット・フランク（1926年 - 1945年）アンネ・フランクの姉 - ヘルベルト・フロイデンベルガー（1926年 - 1999年）精神科医、精神分析家 - ハンス・ハインツ・ホルツ（1927年 - 2011年）哲学者 - リーゼロット・リンゼンホフ（1927年 - 1999年）馬場馬術競技選手、1972年ミュンヘンオリンピック金メダリスト - マルセル・オフィルス（1927年 - ）フランスの映画監督 - アルベルト・マンゲルスドルフ（1928年 - 2005年）ジャズ・トロンボーン奏者 - アンネ・フランク（1929年 - 1945年）『アンネの日記』の作者、ホロコーストの犠牲者 - ロバート・オーマン（1930年 - ）数学者、経済学者 - ウルズラ・レール（1930年 - ）政治家、連邦健康大臣 - イマヌエル・ガイス（1931年 - 2012年）歴史家 - ディーター・シュリューター（1931年 - ）エンジニア - リス・フェアヘーフェン（1931年 - ）女優、舞台監督 - ハインツ・リーゼンフーバー（1935年 - ）政治家 - フランツ・ニンゲル（1936年 - ）フィギュアスケート選手 - フリッツ＝アルベルト・ポップ（1938年 - ）生物物理学者 - フランク・デッペ（1941年 - ）政治学者 - ハイデマリー・ヴィーチョレック＝ツォイル（1942年 - ）政治家、連邦経済協力・開発大臣を務めた - マリカ・キリウス（1943年 - ）フィギュアスケート選手、1960年スコーバレーオリンピックおよび1964年インスブルックオリンピック銀メダリスト（ともにペア） - マティアス・シュパーリンガー（1944年 - ）作曲家 - ホルスト・フックス（1946年 - ）テレフォンショッピングの商人 - ゲルト・ビーニヒ（1947年 - ）物理学者、1986年ノーベル物理学賞受賞者 - ヴォルフガング・フリュール（1947年 - ）ミュージシャン、バンド クラフトワークのメンバー - ハンス＝ヨアヒム・クライン（1947年 - ）テロリスト - スーザン・ブレイクリー（1948年 - ）アメリカの女優 - ホルスト・ドレーゼ（1949年 - ）フィールドホッケー選手、1972年ミュンヘンオリンピック金メダリスト - マーゴット・グロクシュバー（1949年 - ）フィギュアスケート選手、1968年グルノーブルオリンピック銅メダリスト - ホルスト・ルートヴィヒ・シュテルマー（1949年 - ）物理学者、1998年ノーベル物理学賞受賞者 - P.J.ソールズ（1950年 - ）アメリカの女優 |

#### 1951年以降
| - マルティン・モーゼバッハ（1951年 - ）作家 - ペーター・アモン（1952年 - ）外交官 - コルネリア・ハーニシュ（1952年 - ）フェンシング選手、1984年ロサンゼルスオリンピック金メダリスト（女子団体） - ヨハンナ・リンゼイ（1952年 - ）アメリカの作家 - ダグマー・ロート＝ベーレント（1953年 - ）政治家 - ヤン・ツヴァイヤー（1953年 - ）作家 - ディートリヒ・テュラウ（1954年 - ）自転車競技選手 - エレン・フォン・ウンヴェルト（1954年 - ）写真家 - ウルリケ・マイフェルト（1956年 - ）陸上競技選手、1972年ミュンヘンオリンピックおよび1984年ロサンゼルスオリンピック金メダリスト（ともに走高跳） - ローナルト・ボルヒャース（1957年 - ）サッカー選手、監督 - ハンス・ジマー（1957年 - ）映画音楽作曲家、音楽プロデューサー - ローラント・コッホ（1958年 - ）政治家、ヘッセン州首相 - トーマス・メッツィンガー（1958年 - ）哲学者 - トーマス・ライター（1958年 - ）宇宙飛行士 - ニコール・ブラウン・シンプソン（1959年 - 1994年）O・J・シンプソンの妻 - ミヒャエル・ガーラー（1960年 - ）政治家 - ペーター・クールマン（1960年 - ）ミュージシャン - ロルフ・ルディン（1961年 - ）作曲家、指揮者 - ラルフ・ファルケンマイヤー（1963年 - ）サッカー選手、監督 - シャルロッテ・リンク（1963年 - ）作家 - マーカス・ニスペル（1963年 - ）映画監督 - ヤーコプ・アルユーニ（1964年 - ）作家 - ミヒャエル・グロス（1964年 - ）競泳選手、1984年ロサンゼルスオリンピック、1988年ソウルオリンピックで合わせて3つの金メダル、2つの銀メダル、1つの銅メダルを獲得した。 - マンフレート・ビンツ（1965年 - ）サッカー選手、監督 - アンケ・コンラーディ（1965年 - ）障害者の競泳選手、1996年アトランタパラリンピック、2000年シドニーパラリンピック、2004年アテネパラリンピックで合わせて2つの金メダル、5つの銀メダル、3つの銅メダルを獲得した。 - マーティン・ローレンス（1965年 - ）アメリカの俳優、コメディアン - デイヴ・マックライン（1965年 - ）アメリカのドラマー、マシーン・ヘッドのメンバー - オリバー・レック（1965年 - ）サッカー選手、コーチ - クリスティーネ・シェーファー（1965年 - ）ソプラノ選手 - シュテファン・クヴァント（1966年 - ）企業家 - マルク・スプーン（1966年 - 2006年）音楽プロデューサー、DJ - クラウス・バデルト（1967年 - ）作曲家 - ヨハネス・ブランドルプ（1967年 - ）俳優 - カタリーナ・ハッカー（1967年 - ）女優 - アンドレアス・メラー（1967年 - ）サッカー選手 - シュテファン・モール（1967年 - ）チェスのグランドマスター - ペーター・ティール（1967年 - ）アメリカの投資家 - シュテファン・ハンテル（1968年 - ）音楽プロデューサー、DJ - アンドレアス・パウルス（1968年 - ）法学者 - ウーヴェ・シュミット（1968年 - ）ミュージシャン - マーク・トローネ（1969年 - ）音楽プロデューサー、DJ - ゲオリギオス・ドーニス（1969年 - ）ギリシアのサッカー選手、監督 - オリファー・リープ（1969年 - ）音楽プロデューサー - スロボダン・コムリエノビッチ（1971年 - ）サッカー選手、監督 | - トレ・クール（1972年 - ）アメリカのドラマー、グリーン・デイのメンバー - シュテフィ・ジョーンズ（1972年 - ）女子サッカー選手 - アンソニー・ローター（1972年 - ）ミュージシャン - カイ・トラシッド（1972年 - ）音楽プロデューサー、DJ - ティロ・ヴォルフ（1972年 - ）ミュージシャン - ソニア・クラウス（1973年 - ）テレビキャスター、作家、女優 - カヤ・ヤナー（1973年 - ）コメディアン、テレビキャスター - ザブリーナ・ゼトルール（1974年 - ）ラッパー - シナン・サミル・サム（1974年 - ）トルコのボクサー - マンダーラ・タイデ（1975年 - ）女優 - アレクサンダー・ヴァスケ（1975年 - ）テニス選手 - ミヒャエル・トゥルク（1976年 - ）サッカー選手 - ビルギット・プリンツ（1977年 - ）女子サッカー選手 - サンドラ・スミゼク（1977年 - ）女子サッカー選手 - ヨー・ヴァイル（1977年 - ）俳優 - マルク・メドロック（1978年 - ）歌手 - ハインツ・ミュラー（1978年 - ）サッカー選手（ゴールキーパー） - ルーベン・スタッダード（1978年 - ）アメリカのR&B歌手 - マイケ・フライターク（1979年 - ）競泳選手、1996年アトランタオリンピック銀メダリスト（4×200 m 自由形リレー） - ゼンナ・ギュンマー（1979年 - ）歌手 - 車ドゥリ（1980年 - ）韓国のサッカー選手 - ギオルゴス・テオドリディス（1980年 - ）ギリシアのサッカー選手 - ジュゼッペ・ゲミティ（1981年 - ）サッカー選手 - ジャーメイン・ジョーンズ（1981年 - ）サッカー選手（アメリカ合衆国代表） - サスキア・バルトゥジアク（1982年 - ）女子サッカー選手 - ナジャ・ベナイサ（1982年 - ）歌手、ノー・エンジェルスのメンバー - マリヤナ・マルコヴィチ（1982年 - ）女子フェンシング選手 - ファン・カルロス・ネヴァド（1982年 - ）フィールドホッケー選手、2008年北京オリンピック金メダリスト - アール・ジェロッド・ローランド（1983年 - ）バスケットボール選手 - パトリック・オックス（1984年 - ）サッカー選手 - J・コール（1985年 - ）アメリカのラッパー - クリスティアン・クム（1985年 - ）オランダのサッカー選手 - エイミー・レイド（1985年 - ）アメリカのポルノ女優 - ムニル・シャフタル（1986年 - ）サッカー選手 - ニクラス・アンデルセン（1986年 - ）サッカー選手 - ティム・クローゼ（1988年 - ）サッカー選手 - セミフ・アイディレク（1989年 - ）サッカー選手 - ケヴィン・ペッツォーニ（1989年 - ）サッカー選手 - マルセル・ティチュ＝リヴェロ（1989年 - ）サッカー選手 - ティモシー・チャンドラー（1990年 - ）サッカー選手 - ヤン・キルヒホフ（1990年 - ）サッカー選手 - ベサル・ハリミ（1994年 - ）サッカー選手 - エムレ・ジャン（1994年 - ）サッカー選手 |

## ゆかりの人物

### 8世紀から17世紀
- カール大帝（748年 - 814年）フランクフルトの王宮に何度も長期間滞在し、厳密に言えば正しくはないのだがこの街の創始者と見なされている。対立教皇によって聖人に加えられたこの皇帝は、フランクフルト大聖堂の2人の守護聖人の1人である。
- ファストラーダ（765年頃 - 794年）カール大帝の妃。フランクフルトで逝去した。
- ルートヴィヒ2世（806年頃 - 876年）カール大帝の孫。東フランク王。834年のフランク王国分割後フランクフルトを宮廷所在地とした。
- ルートヴィヒ3世（835年頃 - 882年）上述、ルートヴィヒ2世の息子。東フランク王。フランクフルトに住んだ。2人のルートヴィヒ王の墓所は近隣のロルシュ修道院にある。
- アダム・ロニッツァー（1528年 - 1586年）自然学者、医師、植物学者。1545年から亡くなるまでフランクフルトに住んだ。
- ジョルダーノ・ブルーノ（1548年 - 1600年）哲学者、詩人。1590年にフランクフルトに移り住んだが、わずか1年後にこの街を離れている。
- マテウス・メーリアン（1593年 - 1650年）版画家、地図制作者。1616年からフランクフルトに住んだ。銅版画家および出版者としてこの街の景観を多く遺している。
- ゲオルク・フィリップ・テレマン（1681年 - 1767年）バロック音楽の作曲家。1712年から1721年までフランクフルトのカペルマイスターを務めた。

### 18世紀
- フリードリヒ・ヘフナー（1759年 - 1833年）作曲家。1778年から1880年にフランクフルトで活動した。
- クレメンス・ブレンターノ（1778年 - 1842年）作家。フランクフルトで育った。
- カロリーネ・フォン・ギュンダーローデ（1780年 - 1806年）作家。1797年からフランクフルトの女子修道院で暮らした。
- アルトゥル・ショーペンハウアー（1788年 - 1806年）哲学者。1833年からフランクフルトに住み、この街で亡くなった。

### 19世紀
- ヨハンネス・フォン・ミーケル（1829年 - 1901年）政治家。プロイセン王国大蔵大臣。フランクフルトの上級市長を務めた（1880年 - 1890年）。蔵相退任後、フランクフルトで逝去した。
- パウル・エールリヒ（1854年 - 1915年）細菌学者、生化学者。1908年ノーベル生理学・医学賞受賞者。1899年から1904年および1914年以降フランクフルトに住んだ。
- エンゲルベルト・フンパーディンク（1854年 - 1921年）作曲家。1890年から1900年にフランクフルトのホーホ音楽学校で教鞭を執った。
- ベルタ・パッペンハイム（1859年 - 1936年）ユダヤ人の女権運動家。1888年からフランクフルトに住んだ。
- アドルフ・バルテルス（1862年 - 1945年）作家、歴史作家。1889年から1890年および1892年から1895年にフランクフルター・ジャーナル付録の "Didaskalia" の編集者を務めた。
- マックス・ベックマン（1884年 - 1950年）画家、彫刻家。1925年から1933年まで市立学校の教師を務めた。
- オスヴァルト・フォン・ネル＝ブロイニング（1890年 - 1991年）神学者、国家経済学者。フランクフルトで亡くなった。
- マックス・ホルクハイマー（1895年 - 1973年）哲学者、社会学者（フランクフルト学派）。1922年から1923年および1949年以降フランクフルトに住んだ。
- パウル・ヒンデミット（1895年 - 1963年）作曲家。1905年からフランクフルトに住み、Dr. Hoch’s の音楽院で学んだ。
- マルガレーテ・シュッテ＝リホツキー（1897年 - 2000年）建築家。1926年からフランクフルト市の建設局に勤務した。最初のシステムキッチンであるフランクフルトキッチンを設計した。
- ルートヴィヒ・エアハルト（1897年 - 1977年）政治家、西ドイツ首相（1963年 - 1966年）。1922年から1925年までフランクフルトで学び、学位を取得した。1948年にフランクフルト＝ヘーヒストの行政委員会委員長を務めた。

### 20世紀
- クルト・トーマス（1904年 - 1973年）作曲家、合唱指導者。1939年から1945年まで音楽ギムナジウム・フランクフルトの指導者、1945年から1956年まで三王教会のカントールを務めた。フランクフルター・カントライの創設者。
- ハンス・ベーテ（1906年 - 2005年）物理学者。1967年ノーベル物理学賞受賞者。フランクフルトで育ち、1933年にアメリカへ移住した。
- オスカー・シンドラー（1908年 - 1974年）1957年から1974年までフランクフルトに住んだ。
- アレクサンダー・ミチャーリヒ（1908年 - 1982年）医師、精神分析学者、作家。フランクフルトで死亡した。
- ベルンハルト・グジメク（1909年 - 1987年）フランクフルト動物園の獣医および園長として1945年からフランクフルトに住んだ。
- ヨーゼフ・ネッカーマン（1912年 - 1992年）馬場馬術競技選手。フランクフルトに住んだ。
- マルガレーテ・ミチャーリヒ（1917年 - 2012年）精神分析学者、医師、作家。アレクサンダーの2度目の妻。
- ホルスト・クリューガー（1919年 - 1999年）作家。フランクフルトで死亡した。
- マルツェル・ライヒ＝ラニツキ（1920年 - ）作家。ドイツ文壇の法王と呼ばれた。1958年以降フランクフルトに住む。
- イグナツ・ブービス（1927年 - 1999年）企業家、政治家。ユダヤ中央議会議長。フランクフルトで亡くなった。
- ユルゲン・ハーバーマス（1929年 - ）哲学者、社会哲学者、政治哲学者。1964年以降フランクフルトに住む。
- カール＝ヘルマン・フラッハ（1929年 - 1973年）ジャーナリスト、政治家。フランクフルトで亡くなった。
- ヘルムート・コール（1930年 - ）政治家。ドイツ首相（1982年 - 1998年）。1950年から1951年までフランクフルトで学んだ。
- アルフレート・シュミット（1931年 - ）哲学者、社会学者。1950年代以降フランクフルトに住む。
- ヴァルター・ヴァルマン（1932年 - ）政治家。初代連邦環境大臣（1986年 - 1987年）。1977年から1986年までフランクフルト上級市長を務めた。
- ミヒャエル・グジメク（1934年 - 1959年）動物学者。上述のベルンハルト・グジメクの息子。フランクフルトに住んだ。
- アルベルト・シュペーア（1934年 - ）都市プランナー、建築家。フランクフルトに住む。
- ローベルト・ゲルンハルト（1937年 - 2006年）作家。1964年以降フランクフルトに住んだ。
- ペトラ・ロート（1944年 - ）政治家。1995年から2012年までフランクフルト市の上級市長を務めた。
- ユルゲン・グラボウスキ（1944年 - ）サッカー選手。1965年から1980年までアイントラハト・フランクフルトに所属した。
- ダニエル・コーン＝ベンディット（1945年 - ）政治家。フランクフルトに住む。
- ベルント・ヘルツェンバイン（1946年 - ）サッカー選手。1967年から1981年までアイントラハト・フランクフルトに所属した。
- ヨハネス・ヴァインリヒ（1947年 - ）テロリスト。フランクフルトで活動した。
- ヨーゼフ・アッカーマン（1948年 - ）銀行家。フランクフルトに住む。
- ヨシュカ・フィッシャー（1948年 - ）政治家。連邦副首相兼外務大臣（1998年 - 2005年）。1968年からフランクフルトに住んだ。
- アルフレート・ハート（1949年 - ）作曲家、音楽家。1950年からフランクフルトに住む。
- スヴェン・フェート（1964年 - ）DJ、音楽プロデューサー。フランクフルトに住む。
- アザド（1973年 - ）ラッパー。フランクフルト在住。
- ピア・ヴンダーリヒ（1975年 - ）女子サッカー選手。1993年から2009年まで 1.FFCフランクフルトに所属した。
- レナーテ・リンゴール（1975年 - ）女子サッカー選手。1997年から2008年まで 1.FFCフランクフルトに所属した。